# Marcel Johnen
Marcel Johnen (* 11. Oktober 2002 in Eschweiler) ist ein deutscher Fußballtorhüter.

## Karriere
Johnen spielte in seiner Jugend für den FV Eschweiler, SCB Laurenzberg, SV Falke Bergrath und Alemannia Aachen. Im Juli 2018 wechselte er in die U17 von Bayer 04 Leverkusen. Für die Jugendabteilung von Bayer 04, bestritt er in der Spielzeit 2019/20 zwei Partien in der UEFA Youth League. Im Sommer 2021 verließ er die U19 von Leverkusen und schloss sich dem 1. FC Saarbrücken an.
Für die 1. Mannschaft bestritt Johnen kein Spiel in der Liga, kam aber am 12. Oktober 2021 im Saarlandpokal gegen die SG Mettlach zum Einsatz. Zur Spielzeit 2022/2023 schloss er sich Alemannia Aachen in der Regionalliga West an. Im Laufe seiner ersten Spielzeit bei der Alemannia, avancierte er zur Nummer 1 zwischen den Pfosten. 2023/2024 wurde er mit der Alemannia Meister in der Regionalliga West, zudem wurde der Mittelrheinpokal gewonnen.
Zur Saison 2024/2025 gab er sein Debüt in der 3. Liga. Am 3. August 2024, dem 1. Spieltag, stand er beim 2:1-Erfolg gegen Rot-Weiss Essen über 90 Minuten auf dem Platz. Am Ende der Saison verließ er Aachen.

## Erfolge
- Meister der Regionalliga West und Aufstieg in die 3. Liga: 2023/24
- Mittelrheinpokal-Sieger: 2024